# Cazeneuve (Gers)
Cazeneuve település Franciaországban, Gers megyében. Lakosainak száma 170 fő (2022. január 1.). Cazeneuve Bretagne-d’Armagnac, Eauze, Lagraulet-du-Gers és Montréal községekkel határos.

## Népesség
A település népességének változása:
| Lakosok száma | 205  | 138  | 127  | 129  | 145  | 139  | 148  | 155  | 162  | 170  |
|               | 1968 | 1982 | 1999 | 2006 | 2011 | 2015 | 2017 | 2018 | 2020 | 2022 |